# Depends on What You Mean by Love
Depends on What You Mean by Love je čtyřpísňové EP australské hudební skupiny The Blackeyed Susans. Album vydala společnost Waterfront Records v roce 1991. Písně byly nahrány v Londýně roku 1990, jejich producentem byl David McComb. Obsahuje celkem čtyři písní, mezi nimiž je také tradicionál a coververze.

## Seznam skladeb
1. „Ocean of You“ (David McComb) – 3:33
2. „Close Watch“ (John Cale) – 2:59
3. „Will's Blues“ (Will Akers) – 3:22
4. „Spanish Is the Loving Tongue“ (tradicionál) – 2:59